# جان لژوا
جاناتان «جان» لژوا (به فرانسوی: Jon Lajoie؛ زاده ۲۱ اوت ۱۹۸۰) کمدین، بازیگر، رپر، خواننده، موسیقی‌دان کانادایی، اهل مونترآل کبک است. او شهرتش را بیشتر مدیون کانالش در یوتیوب است که ترانه‌های کمدی ابداعی پست می‌کرد.